# عباس برزگر
عباس برزگر (متولد ۱۳۵۲ در بوانات) یک کارآفرین ایرانی فعال در حوزهٔ صنعت گردشگری است.
فیلم مستند من می‌خوام شاه بشم بر اساس زندگی عباس برزگر ساخته شده‌است.

## آغاز ماجرا

### کارمندان سفارت آلمان
در سال ۲۰۰۲ گروهی از کارمندان .سفارت آلمان؛ که همراه مترجم از یزد برای دیدار بارگاه بزم آمده بودند، به مغازهٔ روبروی بارگاه رفتند؛ و نیاز به جایی برای استراحت و راهنمایی آشنا به منطقه داشتند، که عباس آن‌ها را به خانهٔ خود دعوت کرد.آن‌ها از مهمان‌نوازی عباس و همسرش افسر، و از دست‌پخت افسر بسیار لذت بردند. همچنین آن‌ها به دیدار عشایری که نمی‌خواهند؛ در تماسی نزدیک با جهانگردان باشند، رفتند، که برای بار اول اجازهٔ ورود به قلمرو عشایر به آن‌ها داده شد

### موتورسواران آلمانی
برزگر همراه با خانواده‌اش در کلبه‌ای ساده زندگی می‌کردند؛ تا روزی دو موتورسوار که در جستجوی جایی برای شب مانی بودند، در خانهٔ او را زدند. او با اینکه؛ نه اتاقی جداگانه برای آنان داشت، و نه گوشتی برای پخت غذا، آن دو را با مهمان‌نوازی پذیرفت. پس از گذشت یک ماه؛ موتورسوارانی که داستان مهمان‌نوازی او را شنیده‌بودند، به در خانهٔ او آمدند، و درخواست کردند، تا شب را در خانهٔ او به صبح برسانند. او پی‌برد، که جهانگردان غربی غذاهای گوشتی علاقه ندارند ، بلکه به سبزی‌ها و میوه‌های بومی علاقه دارند

## مهمانسرا
به گفتهٔ او، مهمانخانهٔ برزگر نخستین مهمانسرای بومی گیاه‌خواری در ایران است. او در کنار آغلی پر از بز و مرغ و خروس، کندوهای عسل و چندین هکتار سبزی‌کاری، ۳۷ اتاق کاه‌گلی برای کرایه دارد. 